# Cuiyan Lingcan
Cuiyan Lingcan (chiń. 翠巖令參 pinyin Cuìyán Lìngcān; kor. 취암령삼 Ch’wiam Lyŏngsam; jap. Suigan Reisan/Yōmyō; wiet. Thuý Nham Lệnh Tham) – chiński mistrz Chan tradycji południowej szkoły Chan. Znany także jako Cuiyan Yongming.

## Życiorys
Pochodził z Anji (na południowym zachodzie od Xuzhou w prowincji Zhejiang). Był uczniem mistrza chan Xuefenga Yicuna. Żył i nauczał na górze Cuiyan w Mingzhou. Był jednym z czołowych uczniów Xuefenga i przyciągnął do swojego klasztoru wielką ilość uczniów z całych Chin.
W 933 r. do jego rodziny tonsurowej w klasztorze Longce w Hangzhou wszedł Yongming Yanshou. Były to jego ostatnie lata.
Mnich powiedział: „Bez słów, proszę mistrza aby przemówił.”
Cuiyan powiedział: „Idź we wstydzie do sali herbaty!”
Mnich spytał: „Bez uciekania się do świętego lub światowego, jak ukażesz wielkie działanie?”
Cuiyan powiedział: „Nie mów ludziom, że jestem inteligentny.”
Mistrz ten występuje w 8 gong’anie Biyan lu, jak również w komentarzu Wansonga do przypadku 69 w Congrong lu.

## Linia przekazu Dharmy zen
Pierwsza liczba oznacza kolejność pokoleń mistrzów od 1 Patriarchy indyjskiego Mahakaśjapy.
Druga liczba oznacza kolejność pokoleń od 28/1 Bodhidharmy, 28 Patriarchy Indii i 1 Patriarchy Chin.
- 33/6. Huineng (638–713)
  - 34/7. Qingyuan Xingsi (660–740)
    - 35/8. Shitou Xiqian (700–790)
      - 36/9. Tianhuang Daowu (748–807)
        - 37/10. Longtan Chongxin (782–865)
          - 38/11. Deshan Xuanjian (819–914)
            - 39/12. Xuefeng Yicun (822–908)
              - 40/13. Taiyuan Fu (868–937)
              - 40/13. Wŏnnap Koreańczyk
              - 40/13. Yŏngjo Koreańczyk (zm. ok. 947)
              - 40/13. Furong Lingxun (bd)
              - 40/13. Jingqing Daofu* (863–937) (także Shunde)
              - 40/13. Cuiyan Lingcan (Cuiyan Yongming)(bd)
              - 40/13. Yunmen Wenyan* (862–949) szkoła yunmen
              - 40/13. Baofu Congzhan* (zm. 928)
                - 41/14. Zhaoqing Wendeng (884–972) – autor Quanzhou Qianfo xinzhu zhuzu song (Nowo skomponowane pochwały różnych mistrzów patriarchalnych [ułożone w] klasztorze Qianfo w Quanzhou) (ok. 945 r.)
                - 41/14. Lontan Ruxin (bd)
                - 41/14. Shangu Xingchong (bd)
                - 41/14. Baoci Wenqin (bd)
                - 41/14. Yanshou Huilun (bd)
                  - 42/15. Guizong Daoquan (bd)

              - 40/13. Xuansha Shibei* (835–908)
                - 41/14. Zhongta Huiqui (bd)
                - 41/14. Luohan Guichen (867–928)
                  - 42/15. Longji Shaoxiu (zm. 954)
                  - 42/15. Tianbing Congyi (bd)
                  - 42/15. Qingqi Hongjin (bd)
                  - 42/15. Fayan Wenyi (885–958) szkoła fayan

              - 40/13. Changqing Huileng* (854–932)
                - 41/14. Xianzong Cichan (bd)
                - 41/14. Zhaoqing Daokuang (bd)
                - 41/14. Baozi Guangyun (bd)

              - 40/13. Zhangsheng Jiaoran* (bd)
              - 40/13. Ehu Zhifu* (bd)
              - 40/13. Dapu Xuantong* (bd)
              - 40/13. Bao’en Huaiyue* (bd)
              - 40/13. Huadu Shiye* (bd)
              - 40/13. Gushan Shenyan* (bd)
              - 40/13. Xiangshou Shaoxiang* (bd)
              - 40/13. Anguo Hongtao* (bd)
              - 40/13. Jiyun Lingzhao* (bd)
              - 40/13. Yongfu Congyan* (bd)
              - 40/13. Fuqing Xuanna* (bd)
              - 40/13. Hushan Yanzong* (bd)
              - 40/13. Nanyue Weijing* (bd) (Weijing Chanshi) – autor Xu Baolin zhuan (Ciągły przekaz z Lasu Skarbu)
              - 40/13. Yueshan Jianzhen* (bd)
              - 40/13. Shuilong Daopu* (bd)